# Ceramica Bizen

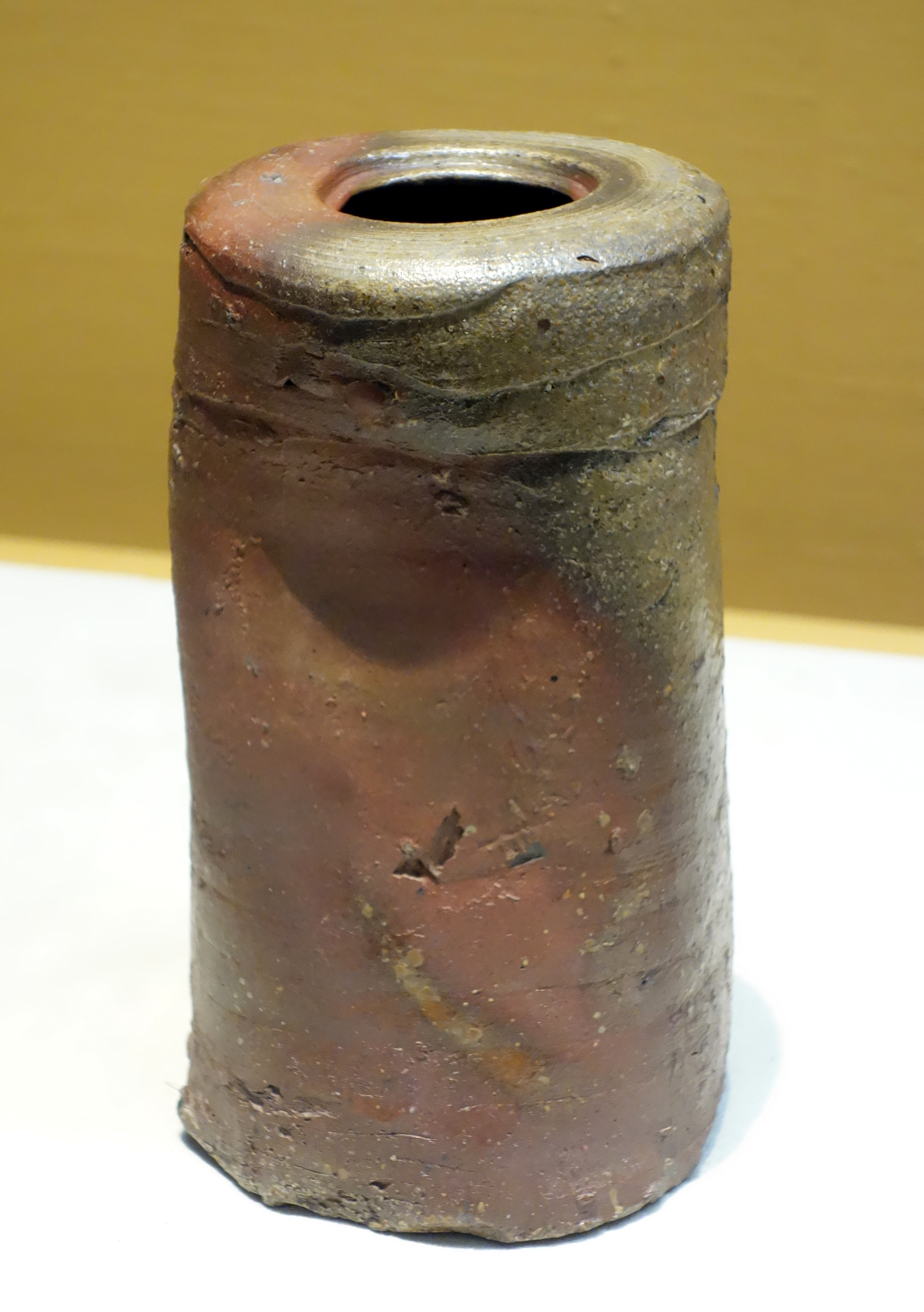
Vaso da fiori Ko-Bizen (vecchio Bizen) tabimakura (cuscino portatile), periodo Edo, XVII secolo

La ceramica Bizen (備前焼?, Bizen-yaki)  è un tipo di ceramica giapponese tradizionalmente originaria della provincia di Bizen, attualmente parte della prefettura di Okayama.

## Storia

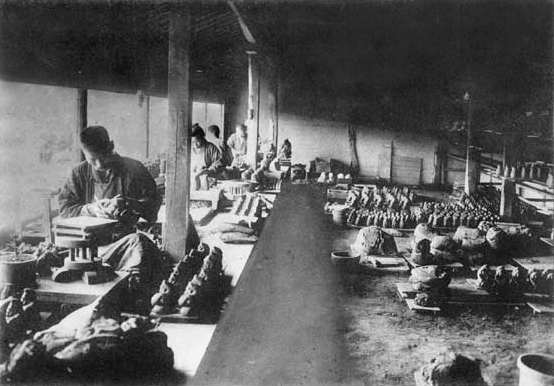
Produzione di ceramiche Bizen durante l'era Taishō

La ceramica Bizen veniva tradizionalmente prodotta nel villaggio di Imbe, nella provincia di Bizen, da cui prende il nome. È quindi conosciuta anche come ceramica Imbe o Inbe. Ha legami con la ceramica Sue del periodo Heian nel VI secolo e fece la sua comparsa durante il periodo Kamakura del XIV secolo.
Bizen era considerata uno dei Sei Antichi Forni dallo studioso Koyama Fujio. Conobbe il suo apice durante il periodo Momoyama nel XVI secolo. Durante il periodo Edo, i signori Ikeda del dominio di Okayama continuarono a sostenere le fornaci e concessero privilegi speciali alle famiglie che le gestivano, come Kimura, Mori, Kaneshige, Oae, Tongu e Terami. La qualità rustica della ceramica Bizen la ha resa popolare per l'uso nella cerimonia del tè giapponese . La produzione della fase iniziale sono chiamati vecchio stile Bizen (古備前派Ko-Bizen-ha).

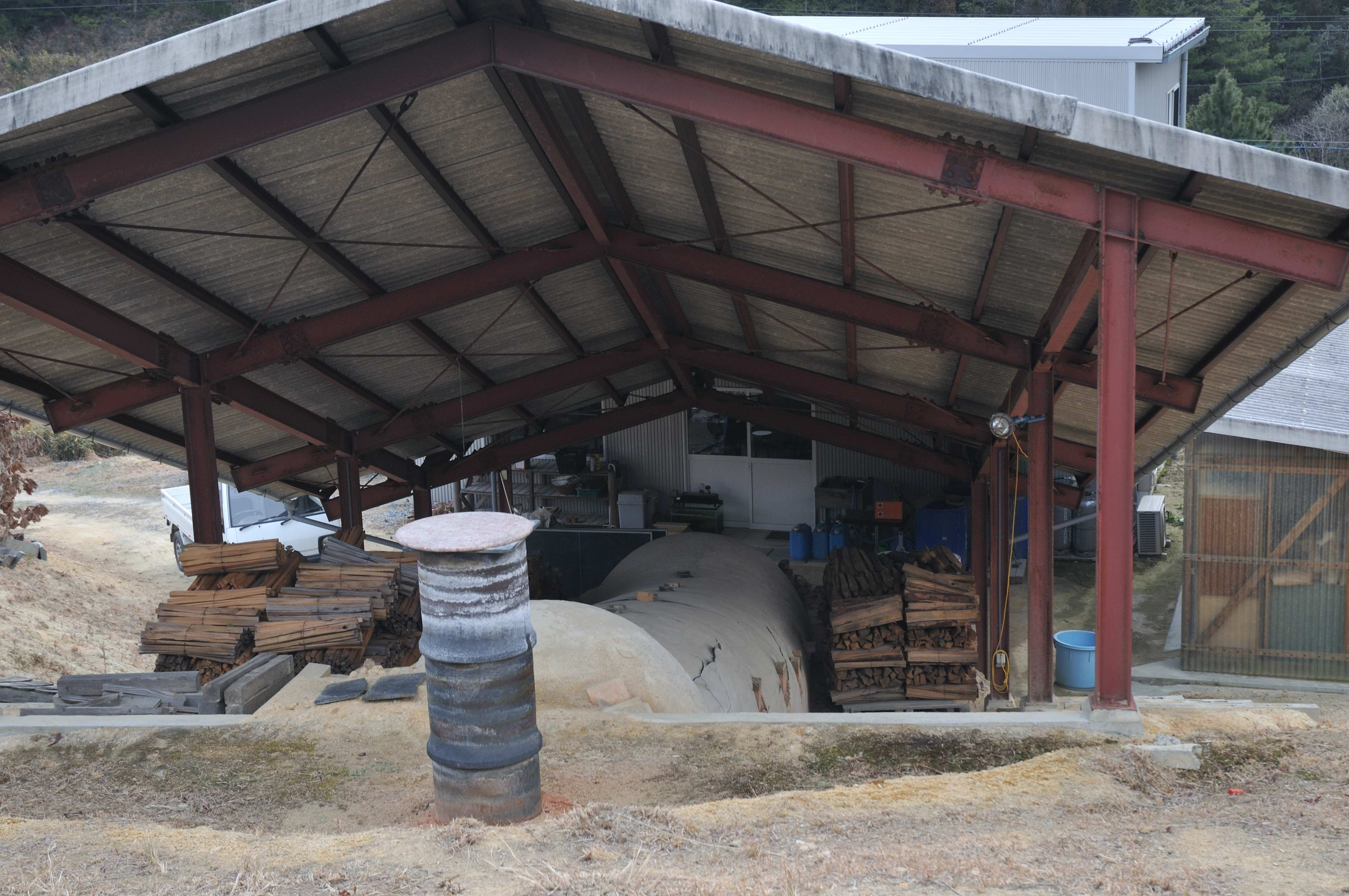
Un forno noborigama a scalini per la produzione di ceramiche Bizen

Dopo l’inizio della modernizzazione durante l’era Meiji del 19º secolo, la ceramica Bizen quasi scomparve insieme a molte altri arti tradizionali. L'artista Kaneshige Toyo (1896–1967) contribuì a preservarla negli anni '30 durante la prima era Shōwa facendo rivivere lo stile Momoyama. Per i suoi sforzi è stato nominato Tesoro Nazionale Vivente .
La ceramica Bizen è stata designata dal governo come artigianato tradizionale giapponese nel 1982. All'inizio del 21º secolo veniva prodotta in circa 300 forni funzionanti.
Gli artisti premiati dal governo della prefettura di Okayama con la designazione di proprietà culturale immateriale includono Fujita Ryuho (1913-1973), Kaneshige Toyo, Fujiwara Kei (1899-1983), Fujiwara Ken (1924-1977), Fujiwara Rakuzan (1910-1996), Mimura Tokei (1885-1956), Isezaki Yozan (1902-1961), Ishii Furo (1899-1964), Oae Jindo (1890-1954), Kaneshige Michiaki (1934-1995), Kaneshige Sozan (1909-1995) e Yamamoto Toshu (1906-1994). Kaneshige Toyo, Fujiwara Kei e Yamamoto Toshu furono inoltre registrati come Tesori Nazionali Viventi.
Altri artisti degni di nota includono Konishi Toko I (1899-1954), Matsuda Kazan I (1902-1948), Nishimura Shunko (1886-1953) e Suzuki Osai (1908-1972). Artisti contemporanei includono Hajime Kimura e Kosuke Kanishige, specializzato nella tecnica hidasuki, così come Harada Shuroku, Mori Togaku, Abe Anjin, Nakamura Rokuro, e Kakurezaki Ryuichi.
Ogni anno intorno alla stazione di Imbe si tiene un festival di ceramica Bizen.

## Caratteristiche

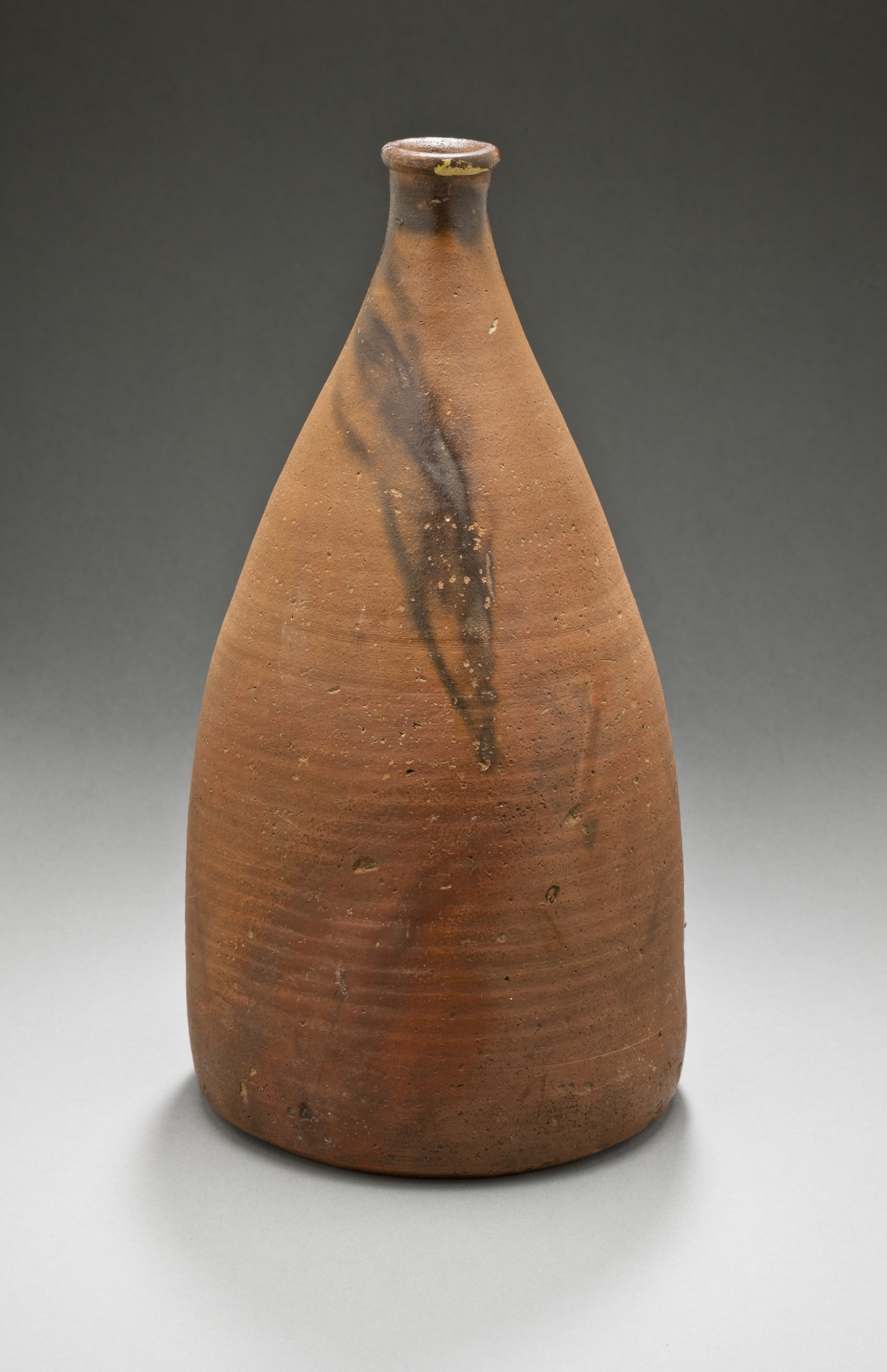
Bottiglia da sakè con disegnihidasuki, periodo Edo, metà del XVII secolo

La ceramica Bizen è caratterizzata da una notevole durezza dovuta alla cottura ad alta temperatura; il suo colore è terroso, bruno-rossastro; assenza di smalto, anche se può contenere tracce di cenere fusa che ricorda una smaltatura; e segni risultanti dalla cottura in forno a legna.
L'argilla trovata a Imbe è appiccicosa e fine, con alto contenuto di ferro e, tradizionalmente, contiene molta materia organica che non è ricettiva alla smaltatura. Per alcuni ceramisti questo rende il materiale problematico, perché ha caratteristiche deboli come un elevato ritiro e una resistenza alla cottura relativamente bassa. La maggior parte degli articoli Bizen non sono rivestiti da smalto a causa di questo restringimento, poiché qualsiasi smalto applicato si staccherebbe durante il processo di cottura. A causa della sua bassa resistenza al fuoco non può sopportare rapidi sbalzi di temperatura, quindi la cottura deve essere effettuata gradualmente. Tuttavia, il terreno ha anche proprietà benefiche, come la plasticità. L'elevata resistenza dell'argilla Imbe fa sì che mantenga la sua forma, rendendola resistente anche senza smalto.

## Cottura

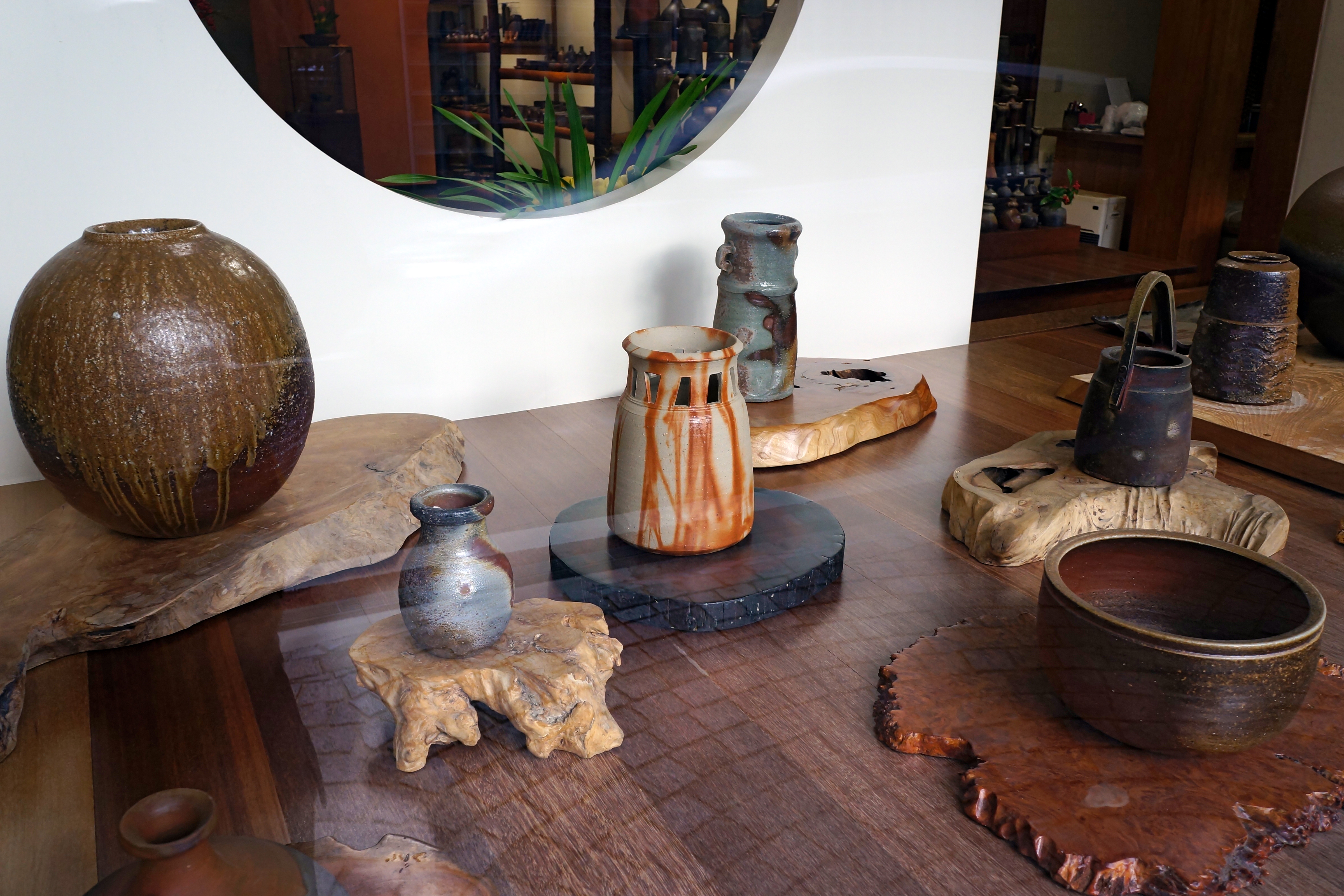
Diversi tipi di articoli Bizen

La maggior parte dei vasi sono realizzati su un tornio da vasaio . Sebbene venga utilizzato un solo tipo di argilla e un solo tipo di cottura, esiste un'ampia varietà di risultati grazie alle proprietà dell'argilla. La natura delle superfici delle ceramiche Bizen dipende interamente dallo yohen, o "effetti del forno". Il posizionamento dei singoli pezzi di argilla nel forno fa sì che vengano cotti in condizioni diverse, generando una varietà di risultati.
A causa della composizione dell'argilla, i prodotti Bizen vengono cotti lentamente per un lungo periodo di tempo. Le cotture avvengono solo una o due volte l'anno, con un periodo di cottura che dura dai 10 ai 14 giorni. Il pino rosso viene utilizzato come legna da ardere perché la resina in esso contenuta aiuta a produrre un fuoco ad alta temperatura. Migliaia di tronchi possono essere utilizzati in un'unica cottura.
La finitura è determinata da come il vasaio controlla il fuoco. La maggior parte della cottura avviene in tradizionali forni a scalini con camere multiple chiamati noborigama, o in forni a tunnel chiamati anagama . I recipienti vengono impilati e le fiamme scorrono attraverso le cataste e attorno ai singoli recipienti. Durante la cottura i vasi possono cambiare colore dal nero al grigio.
Se si utilizza meno legna, la fiamma diventerà ossidante, facendo diventare i recipienti bruno-rossastri. L'ossigeno non è l'unico fattore determinante, un altro è anche il modo in cui le fiamme si muovono verso l'alto nel forno. Il vasaio deve anche controllare la cenere volante di carbone. Le ceneri del carbone si sciolgono con il calore e diventano qualcosa come uno smalto che aderisce alla superficie della ceramica. La cenere crea anche puntini gialli chiamati goma, o effetti "semi di sesamo". Pertanto, sia la fiamma che la cenere sono gli elementi cruciali dello stile Bizen.
Durante il processo di cottura il vasaio aggiunge la legna direttamente nel focolare del forno ogni 20 minuti, giorno e notte. La temperatura raggiunge inizialmente i 600 gradi Celsius e viene aumentata solo gradualmente per evitare la rottura della ceramica. I pezzi vengono lasciati nel forno per 10 giorni.
L'ottavo giorno la cottura è quasi completa, con una temperatura vicina al picco di 1200 gradi Celsius, o addirittura 1300 gradi Celsius. Il carbone bianco brillante ricopre completamente la ceramica al culmine di 10 giorni di cottura. Il passaggio finale è gettare il carbone direttamente nel forno. Ciò riduce il carburante dell'ossigeno e crea motivi scuri sul vasi Sei giorni dopo la cottura, le fiamme vengono spente e i recipienti vengono estratti dal forno.

## Aspetto
Il vasaio può anche controllare l'aspetto dei vasi attraverso la disposizione nella fornace. Ciò può comportare una vasta gamma di stili visivi, a seconda di come sono posizionati i pezzi e di come viene controllato il fuoco. Tuttavia non è sempre certo quali disegni o colori esatti verranno creati durante la cottura:

Goma (胡麻? lett. "semi di sesamo")
La cenere del carbone si scioglie con il calore e diventa uno smalto che si attacca alla superficie.
Sangiri (桟切り?)
Il vaso è parzialmente sepolto nella sabbia del forno. L'area esposta diventa nerastra perché la cenere che la ricopre ne ritarda l'ossidazione...
Hidasuki (緋襷?)
Questa tecnica standard della ceramica Bizen fa apparire linee scarlatte come se fossero dipinte con un pennello. Il disegno deriva dalla paglia di riso avvolta intorno al pezzo prima della cottura in forno. Il pezzo viene posto in un contenitore simile a una scatola, chiamato saggar. Il saggar è coperto in modo che la ceramica sia protetta dal contatto diretto con le fiamme o le ceneri volanti. Così protetti, i pezzi nel saggar diventano bianchi a causa di una reazione chimica. Le sostanze alcaline presenti nella paglia si combinano con il ferro dell'argilla; le aree coperte di paglia reagiscono e creano segni di bruciatura rossi e marroni.
Normalmente, i ceramisti realizzano disegni hidasuki con linee sottili e chiare in uno stile audace ed espressivo: lo fanno separando i pezzi di paglia per evitare che si saldino insieme. Alcuni ceramisti utilizzano una tecnica diversa che fa sì che i segni della paglia siano sfocati, anziché nettamente distinti. Ciò si ottiene ammorbidendo la paglia battendola con un maglio. Avvolgendo i pezzi in piccoli fasci battuti si ottiene un effetto morbido e ricco di toni scarlatti, che può provocare un intenso contrasto tra la calda tinta scarlatta e il semplice sfondo.
Botamochi (牡丹餅?, botamochi)
Questa tecnica risulta in due, tre o cinque marchi rotondi, come se sulla superficie fossero rimasti i segni di piccole palline di torta di riso.
Bizen Azzurro (青備前?, Aobizen)
Bizen Nero (黒備前?, Kurobizen)
Fuseyaki (伏せ焼?, Fuseyaki)
Questo stile si crea quando il ceramista impila intenzionalmente i pezzi l'uno sull'altro o lateralmente, in modo da variare l'estensione della copertura da parte della cenere di carbone. In questo modo si creano colori diversi in alto e in basso.

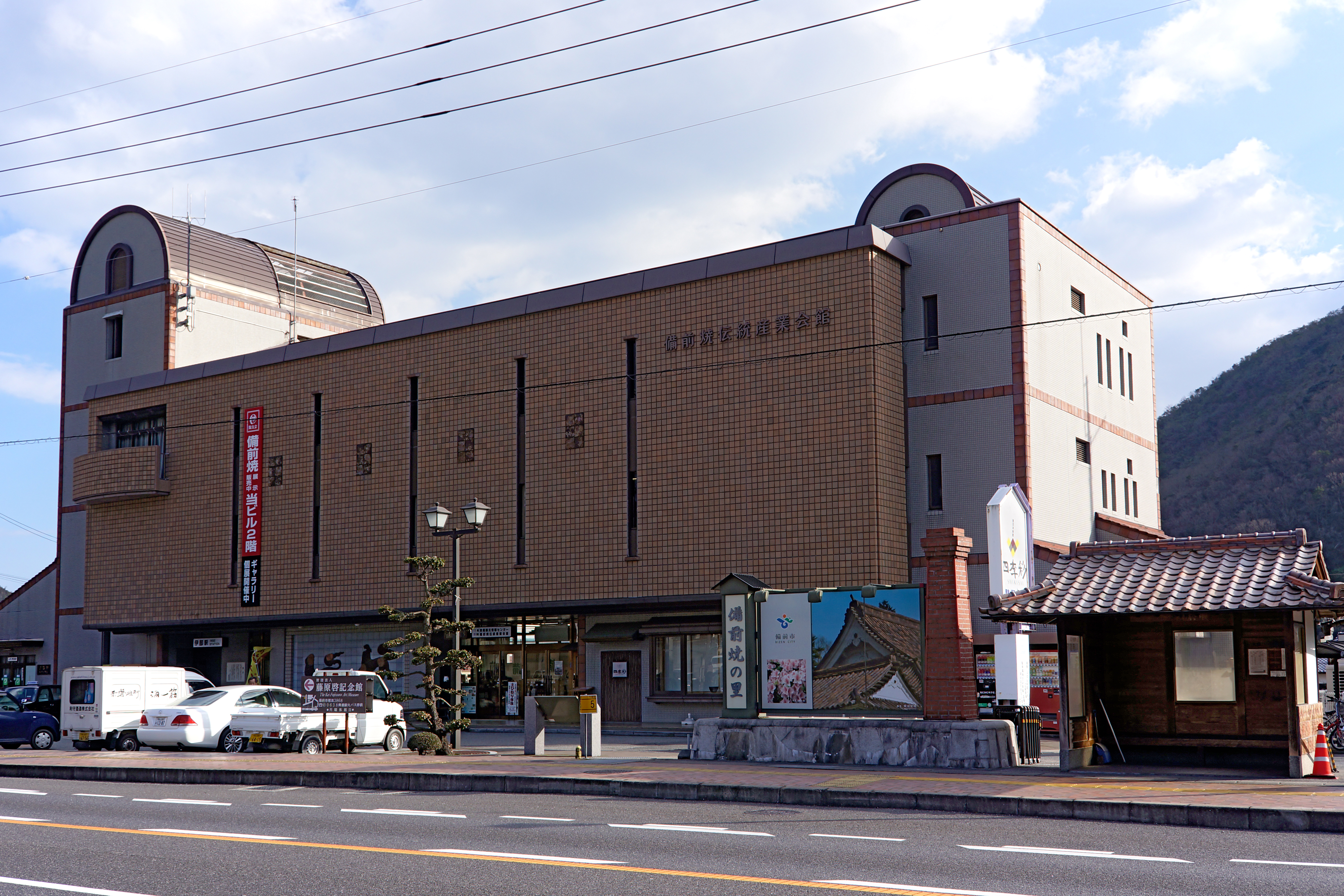
Sala dell'Industria Tradizionale della ceramica Bizen alla stazione di Imbe

## Musei
La Sala dell'Industria Tradizionale della Ceramica Bizen (備前焼伝統産業会館?, Bizenyaki Dentō Sangyō Kaikan) , situata nella stazione di Imbe, espone opere di ceramisti contemporanei e una piccola collezione di antiche ceramiche Bizen.

Il Museo della Prefettura di Okayama per la Ceramica Bizen (岡山県備前陶芸美術館?, Bizen Tōgei Bijutsukan)  ha una collezione di oltre 500 pezzi.